# Choroba przeszczep przeciw gospodarzowi
Choroba przeszczep przeciw gospodarzowi, GVHD (od ang. graft-versus-host disease) – niepożądana reakcja fizjologiczna zachodząca w organizmie biorcy przeszczepu pod wpływem wprowadzonych obcych antygenowo limfocytów.
Limfocyty T przyjęte od dawcy naciekają (obce dla nich) tkanki gospodarza i doprowadzają do ich niszczenia. Najczęściej zajmowanymi narządami są skóra, układ pokarmowy i wątroba. Ryzyko choroby przeszczep przeciw gospodarzowi zmniejsza usunięcie zawiesiny limfocytów z materiału przeszczepowego, ale – z drugiej strony – nieobecność leukocytów w przeszczepie grozi jego odrzuceniem (w tym przypadku na zasadzie „gospodarz przeciw przeszczepowi”).
Odpowiednik GVHD, w której komórki dawcy atakują antygeny obecne na powierzchni komórek nowotworowych wykorzystywany jest w terapii białaczek (tzw. reakcja przeszczep przeciw białaczce).
Choroba przeszczep przeciw gospodarzowi ma ciężki przebieg i może prowadzić nawet do śmierci pacjenta. Chorobę tę określa się jako ostrą, gdy rozwija się w ciągu 100 dni od przeszczepu, i jako przewlekłą, gdy pojawia się po tym czasie.

## Klasyfikacja ICD10
| kod ICD10     | nazwa choroby                                                                     |
| ------------- | --------------------------------------------------------------------------------- |
| ICD-10: T86   | Niepowodzenie i odrzucenie przeszczepionych narządów i tkanek                     |
| ICD-10: T86.0 | Odrzucenie przeszczepu szpiku kostnego. Reakcja gospodarza przeciw przeszczepowi. |